# Комунальний заклад "Публічна бібліотека Нетішинської міської територіальної громади"

## Історія бібліотеки
Історія створення першої бібліотеки в нашому місті сягає 1924 року, коли комсомольці організували хату-читальню у приміщені старого млина, яку згодом перевели в адміністративний будинок СФГ «Нове життя», де і досі знаходиться бібліотека.
У 1931 році у селі побудовано клуб, при якому діяла бібліотека. На громадських засадах її опікував завідувач клубу П.В.Федорчук.
У 1941 році фонд цієї бібліотеки становив 1,5 тис. примірників. За роки війни книжковий фонд був знищений, першими післявоєнними кроками завідувача бібліотеки фронтовика С.Ю.Козлова було збирання літератури серед населення. З 1948 року до цієї справи береться А.М.Пацаловська. Фонди розміщувались на двох саморобних стелажах.
З 1950 року Нетішинську бібліотеку, що розташовується на території сільського млина, очолює Н.П.Дикалова.
У 1954 році відкривається бібліотека в селі Солов'є. Розміщується вона в клубі, і нараховує близько 1 тис. книг. З 1956 року вводиться посада бібліотекаря. Першим штатним працівником стає Л.І.Пацаловська. У 1960 році під бібліотеку відводиться краще приміщення, а на посаду завідувачки призначається А.Г.Каменєва. Зміцнюється матеріальна база, зростає книжковий фонд, удосконалюється обслуговування читачів. З 1984 року і досі у бібліотеці працює Брень Надія Захарівна. Нетішинську сільську бібліотеку приймає і працює досі Сівак Ніна Дмитрівна.
З 1975 року бібліотеки сіл Нетішин і Солов’є входять до складу Славутської централізованої бібліотечної системи.
У 1977 році розпочинається будівництво Хмельницької атомної електростанції. Першими жителями нового містечка стають будівельники. Для обслуговування їх книгою Нетішинська сільська бібліотека відкриває бібліотечний пункт у двох невеликих кімнатах гуртожитку. 1 серпня 1980 року на його базі відкривається міська бібліотека. Книжковий фонд новоствореної бібліотеки вже на кінець 1980 року нараховував 9 тис. прим. Завідувачкою призначено Мельничук Надію Дмитрівну.
В місті виникає потреба у відкритті дитячої бібліотеки. Біографія її починається з вересня 1986 року, саме тоді працівники розпочали буденні справи по накопиченню книжкового фонду і створенню сучасного інтер’єру. А вже в грудні 1986 року її двері відчинились для читачів: учнів шкіл, вчителів та наставників. Бібліотека розмістилася в актовому залі гуртожитку. Фонд становив 4,5 тис. примірників, бібліотека обслуговувала понад 2,5 тис. читачів.
У 1987 році Нетішинську міську бібліотеку для дорослих переводять у новозбудований торговий комплекс, бібліотека для дітей також переїжджає до нового приміщення. Таке переміщення дозволило значно поліпшити умови обслуговування читачів. У бібліотеці для дорослих відкривається читальний зал, абонемент та юнацький абонемент. Бібліотека вже обслуговує понад 5000 читачів, її фонд нараховує понад 34 тис. примірників.
1 квітня 1994 року місто Нетішин, до складу якого ввійшли й приміські села Нетішин та Солов’є, стало містом обласного підпорядкування. При міській Раді створено відділ культури. З цього ж року піднімається клопотання про відділення від Славутської ЦБС та створення власної Нетішинської міської централізованої бібліотечної системи. Днем народження якої стало 1 січня 1995 року. ЦБС об'єднала Нетішинську міську бібліотеку для дорослих, дитячу бібліотеку, міські бібліотеки № 3 та № 4 (в минулому бібліотеки сіл Нетішина та Солов’є). Директором ЦБС призначено Омельчук Марію Леонідівну. Нетішинська міська бібліотека для дорослих стала центральною міською бібліотекою з відділами: обслуговування, організації та формування фондів і каталогів, методично-бібліографічним.
1 червня 1997 року починається біографія міської бібліотеки для молоді, яка стала п'ятою бібліотекою Нетішинської ЦБС.
У 2000 році у центральній міській бібліотеці з’явився перший комп'ютер. З цього часу довідково-інформаційне обслуговування користувачів почало набувати нового змісту.
У бібліотеці діє краєзнавчий сектор, де знаходиться весь краєзнавчий матеріал. У 2001 році при краєзнавчому секторі ЦМБ створено публічний центр регіональної інформації. Основне завдання Центру – акумуляція знань та інформації про регіон, нормативно-правових актів прийнятих місцевою адміністрацією, та надання їх у користування населенню.
У центральній міській бібліотеці працює читацьке об’єднання „Натхнення”, яке згуртувало людей, закоханих у поезію, та стало своєрідним осередком творчого спілкування для всіх, кому не байдуже поетичне слово. У ньому регулярно проходять літературні вечори, засідання, зустрічі з поетами та письменниками, проводяться презентації книг. Учасники об’єднання допомагають у проведенні змістовного відпочинку читачів, проводять знайомства з цікавими людьми, допомагають у виявленні та підтримці юних талантів.
У 2002 році центральна міська бібліотека узяла участь у конкурсі проектів “Інтернет для читачів публічних бібліотек” (LEAP – ІІ) та отримала грант від Посольства США в Україні на створення Інтернет – центру з наданням безкоштовного доступу до ресурсів Інтернет терміном на 2 роки. У січні 2003 року відбулося урочисте відкриття Інтернет – центру, який став окремим відділом бібліотеки.
У жовтні 2003 року відбулась презентація Веб – сторінки центральної міської бібліотеки. Вебсайт бібліотеки представляє в мережі Інтернет інформаційні ресурси ЦБС. Користувачам надається інформація про історію бібліотек міста, історію м. Нетішин, про нові видання, що надійшли до бібліотек системи, масові заходи, Інтернет – адреси періодичних видань та багато інших цікавих відомостей.
Реалізувавши проект LEAP-II, колектив міської ЦБС, не зупинився на досягнутому. У травні 2005 року центральна міська бібліотека стала однією з переможців конкурсу „LEAP-connect”, який поповнив бюджет бібліотеки на суму 1 тис. доларів для підтримки зв’язку Інтернет-центру.
З 1 квітня 2005 року центральна міська бібліотека проводить підготовчу роботу по впровадженню програмного забезпечення ІРБІС (демо-версія). Ведеться робота по створенню ЕБД „Періодика” (аналітичний опис місцевих видань), ЕБД «Краєзнавство».
З 2006 року бібліотеки ЦБС беруть активну участь у реалізації загальноміських програм. Зокрема, у рамках програми „Канада-світ-молодь”, що вперше реалізовувалася в м.Нетішин, впродовж трьох місяців канадські студенти зі своїми українськими ровесниками, студентами Острозької академії, мали можливість працювати волонтерами у бібліотеках міста.
Реалізація попередніх Проектів стимулювала бібліотечних працівників до участі у 2006 році у конкурсі Посольства США в Україні „LEAP-Connect-II”. Ставши однією з переможниць, Нетішинська ЦМБ в 2007 році мала можливість забезпечити вільний доступ широких верств населення до мережі Інтернет.
За підсумками роботи у 2007 році Нетішинський відділ культури та туризму отримав 2-ге місце по області. Бібліотеки системи внесли свій вклад у це змагання по двох показниках: це забезпечення спеціалістами бібліотечних працівників та надходження коштів на придбання нової літератури на кожну бібліотеку.
У 2008 році Нетішинська міська ЦБС взяла участь у розробці реалізації Міжнародного проекту „Глобальні бібліотеки”, мета якого зробити Інтернет доступним для більш широкого кола користувачів. Було проведено моніторинг бібліотек, під час якого організовано „круглий стіл” у центральній міській бібліотеці за участю представника IREX М.Ростоцької, директора ОУНБ ім. Островського Н.М. Синиці та представників місцевої влади. Відповідно до цього була затверджена „Міська програма з підготовки публічних бібліотек до реалізації Міжнародного проекту „Глобальні бібліотеки на 2009-2010 роки”.
У бібліотеках продовжують впроваджуватися нові, нетрадиційні форми роботи, у їх стінах проходять різноманітні заходи: літературні вітальні, пізнавальні ігри, прес-діалоги, тощо. У ЦМБ створений вільний книгообмін – «Буккроссинг».
У 2010 році у центральній бібліотеці створено Пункт доступу громадян до офіційної інформації органів влади (ПДГ), який забезпечує доступ користувачів бібліотеки до інформації урядових сайтів, надає можливість впливати на законодавчий процес та формує навички роботи з мережевими ресурсами органів влади та управління. Для користувачів у Інтернет-центрі відведене робоче місце з вільним доступом до Інтернету. Бібліотекарі допомагають відвідувачам у пошуку необхідної інформації, надають консультації щодо роботи з мережевими ресурсами державних органів влади та управління, ведуть пошук інформації.
Значним досягненням 2012 року стала перемога ЦБС у конкурсі «Організація нових бібліотечних послуг з використанням вільного доступу до Інтернету III» Програми «Бібліоміст», що реалізувалася в Україні благодійним фондом Білла Гейтса і передбачала безкоштовну модернізацію публічних бібліотек. Завдяки цій Програмі у 4-х міських бібліотеках були відкриті Пункти вільного доступу до Інтернету, бібліотеки отримали 15 нових комп’ютерів та програмне забезпечення до них, та почали надавати нові безкоштовні послуги для громади міста.
У травні 2012 року у Києві відбувся Ярмарок «Сучасна бібліотека: розвиваємо місцеві громади». Проект міської ЦБС презентувала директор – Марія Леонідівна Омельчук. За підсумками голосування його визнано одним з найкращих і нагороджено грамотою Міністерства культури України.
З 2013 року центральна міська бібліотека у рамках ініціативи «Партнерство «Відкритий Уряд» надає користувачам послуги з електронного урядування. Відтепер у бібліотеці кожен має можливість здійснити платежі за допомогою Інтернет чи мобільного банкінгу; замовити авіа, автобусний чи залізничний квиток; здійснити пошук роботи чи запропонувати вакансію на вебсайтах із працевлаштування; заповнити в онлайн-режимі Декларацію про майновий стан і доходи; здати електронну звітність; оплатити покупку, послуги комунальних служб, навчання; перевірити наявність власної земельної ділянки в Національній кадастровій системі; стати учасником електронних торгів; здійснити онлайн-реєстрацію на здачу ЗНО; дистанційно навчатися чи працювати.
У рамках програми «Бібліоміст – розвиваємо місцеві громади» та ініціативи уряду «Партнерство. Відкритий Уряд» центральна міська бібліотека надає користувачам послуги з електронного урядування. У рамках проекту «Публічні бібліотеки – мости до електронного урядування».
Приємним подарунком до професійного свята стала перемога центральної міської бібліотеки в обласному огляді-конкурсі на найкращу організацію роботи з використання новітніх інформаційних ресурсів «Бібліотека. Інтернет. Користувач».
Бібліотеки міста знаходяться в центрі системи забезпечення інформацією та інформаційними послугами на місцевому рівні і відіграють важливу роль у розвитку цих послуг.
На базі Пункту вільного доступу до Інтернету центральної міської бібліотеки проходили курси для безробітних та пенсіонерів по оволодінню комп’ютера. Проводив курси волонтер Вайнер Г.Н. та інженер – системотехнік ЦМБ Шахніна Т.Е.
29 жовтня центральна міська бібліотека отримала подяку за активну громадську позицію у впровадженні електронного урядування в Україні  за участь в реалізації спільного з органами влади проекту. Нагородження відбувалося у Києві  в Українському домі.  (Участь брала у травні).
На базі центральної міської бібліотеки спільно з територіальним центром соціального обслуговування організовано «Університет III покоління». У бібліотеці діє 3 факультети: комп’ютерний, декоративно – прикладного мистецтва і організації дозвілля та літературно – мистецький. В рамках «Університету» проводяться різноманітні масові заходи як в бібліотеці так і за її межами.
З жовтня 2014 року бібліотеки міської ЦБС розпочали роботу  з внутрішньо переміщеними особами (ВПО). Бібліотекарі залучають ВПО до книгозбірень та надають  їм бібліотечно-інформаційні та консультаційні послуги.
Бібліотеки міської ЦБС долучилися до Всеукраїнської акції «Бібліотека українського воїна»  з метою збору літератури для підтримки бойового духу та патріотичного виховання українських військовослужбовців.
В травні 2015р. в рамках е-урядування для розвитку громади «Поінформована громада – демократична країна на базі Пункту вільного доступу до Інтернету ЦМБ створено «Інформаційний пункт електронних послуг» (ІПЕП). Інформацію про послуги з електронного урядування та перелік послуг можна переглянути на сайті центральної міської бібліотеки у розділі «Електронне урядування» http://www.netishyn-cbs.edukit.km.ua/e-uryaduvannya/ , де за гіперпосиланнями можна перейти на сайт з потрібною послугою та скористатися  нею самому, чи з допомогою бібліотекаря-консультанта.
З 2016 року на базі міської бібліотеки №4 працює громадська приймальня з надання безоплатної первинної правової допомоги для  жителів садибної забудови міста. Прийом проводять спеціалісти з пенсійного фонду, земельного відділу, центру соціального захисту м. Нетішина та ін.
У квітні працівники та користувачі центральної міської бібліотеки мали змогу взяти участь у вебінарах «Юридична Інтернет-просвіта бібліотекарів та користувачів», організованих Міжнародною благодійною організацією  «Український освітній центр реформ» у співпраці з Проектом USAID «Справедливе правосуддя» та Міністерством юстиції України: «Прийом громадян у режимі відео конференції. Публічна кадастрова карта  України. Реєстр наукових організація» та «Єдиний державний портал адміністративних послуг. Портал iGov.org.ua».
Бібліотеки Нетішинської міської централізованої системи влітку представили громаді міста  проект «Бібліотека просто неба» у рамках міської культурно-мистецької локації «АРТ-простір», мета якої було згуртувати креативних і творчих людей міста та створення платформи для культурного відпочинку його мешканців. Впродовж літа на локації «АРТ-простору» бібліотекарі гостинно запрошували жителів міста у свій чарівний світ книги та знань, проводячи літературні та поетичні вечори, презентації та цікаві зустрічі, ігри та розваги.